# Melicertus
Genre
Melicertus est un genre de crevettes de la famille des Penaeidae.

## Liste des espèces
Selon Catalogue of Life (11 novembre 2017), ITIS (11 novembre 2017) et NCBI (11 novembre 2017) :
- Melicertus canaliculatus (Olivier, 1811)
- Melicertus hathor Burkenroad, 1959
- Melicertus kerathurus (Forskål, 1775)
- Melicertus latisulcatus (Kishinouye, 1896)
- Melicertus longistylus (Kubo, 1943)
- Melicertus marginatus (J. W. Randall, 1840)
- Melicertus plebejus (Hess, 1865)